# ロイ・サリヴァン
ロイ・クリーヴランド・サリヴァン（Roy Cleveland Sullivan, 1912年2月7日 - 1983年9月28日）は、アメリカ合衆国バージニア州のシェナンドー国立公園の公園監視員。
7回別々の場所で雷に打たれながらも生き残った人物である。存命中、"人間避雷針"という愛称を付けられた。サリヴァンは1983年9月28日、71歳でピストル自殺した。片思いの恋で取り乱していたという。サリヴァンの2つの監視員帽子はニューヨーク市とサウスカロライナ州のギネス世界展示ホールに展示されている。

## 7回の落雷
1. 1942年：サリヴァンは火の見櫓にいたときに最初の落雷に遭った[5]。雷はサリヴァンの足に当たり、親指の爪を失った[6]。
2. 1969年：2回目は車で山道を運転していたときであった[5]。サリヴァンは意識を消失し、眉毛が燃えた[6]。
3. 1970年：3回目は自宅の前庭にいたときである[5]。左肩に火傷を負った[6]。
4. 1972年：4回目は公園の管理所にいたときである[5]。髪の毛が燃えた。この後、サリヴァンは水差しを持ち歩くようになった[6]。
5. 1973年8月7日：5回目の落雷はサリヴァンが車外にいたときであった。頭に落雷し、再び髪の毛が燃えた[6]。
6. 1976年6月5日：キャンプ場で6回目の落雷に遭い[5]、足首を負傷した[3]。自分を追いかけてくる雲を見て逃げようとしたが落雷に遭ってしまったと伝えられている[5]。
7. 1977年6月25日：土曜日の朝：7回目、そして最後となる落雷は退職後、マス釣りの最中に雷を受けボートから吹き飛ばされた[5]。この時、釣り糸にかかったマスを奪おうとしたクマにも襲われかけている[8]。サリヴァンは胸部と腹部に火傷を負い、入院した[6]。

7回の落雷はすべて、シェナンドー国立公園の管理者であるR・テイラー・ホスキンスによって記録された。サリヴァンが住んでいたバージニア州は雷が多い地域で、年間平均35～45日雷雨が発生し、1959年から2000年の間にバージニア州では雷により58人が死亡、少なくとも238人が負傷していた。サリヴァンは仕事の性質上、また居住地の都合上、平均的な人よりも多くの雷雨にさらされていた。
サリヴァン自身は、最初に雷に打たれたのは1942年ではなく、それよりずっと前だったと回想している。子供の頃、畑で父の小麦刈りを手伝っていた時、雷が鎌の刃に当たり地面に倒れた。しかし、後にその事実を証明できなかったため、落雷を主張することはなかった。